# ایمی چان
ایمی چان (انگلیسی: Aimee Chan؛ زادهٔ ۱ آوریل ۱۹۸۱) طراح گرافیک، بازیگر، و مدل (شخص) اهل هنگ کنگ است. او برندهٔ جوایزی همچون جایزه سالیانه تی‌وی‌بی شده است.